# Pyrrosia heteractis
Pyrrosia heteractis är en stensöteväxtart som först beskrevs av Georg Heinrich Mettenius och Oskar Kuhn och som fick sitt nu gällande namn av Ren-Chang Ching.
Pyrrosia heteractis ingår i släktet Pyrrosia och familjen Polypodiaceae. Inga underarter finns listade i Catalogue of Life.